# Daniela Fejerman
Daniela Fejerman (Buenos Aires, Argentina, 1964) es una directora y guionista de cine judía argentina. También esta licenciada en Psicología.

## Trayectoria
Se inició profesionalmente en el teatro obteniendo varios premios como autora joven, y como guionista de televisión. En cine, su primer guion fue Se quien eres, dirigido en el año 2000 por Patricia Ferreira. En 1997 y 1999 codirigió dos cortometrajes con Inés París (A mí quién me manda meterme en esto y Vamos a dejarlo) Su primer largometraje A mi madre le gustan las mujeres, codirigido con París, se estrenó en el año 2002. Esta película fue nominada a tres premios Goya incluida Dirección Novel. Su segundo largometraje, Semen, una historia de amor, también codirigido con París, se estrenó en el año 2005. En 2009 lanza su primera película en solitario, 7 minutos. En el año 2015 estrena La adopción, película basada en el duro y complicado proceso de adopción que pasa una pareja en un país del este europeo. Esta película tuvo una buena acogida de público y crítica entre otros ganó el premio a la mejor dirección en el FIC-CAT, Festival Internacional de Cine en Catalán, el premio al mejor actor en Toulouse (Cinespaña), fue nominada a 4 premios Gaudí de la Academia Catalana, obtuvo premios de la crítica y los productores españoles y recorrió diversos Festivales Internacionales (Seattle, Mánchester, Gallway, Calcuta, El Cairo).
En 2017 estrenó la obra de teatro Gente estúpida, escrita y dirigida por ella.

## Filmografía
- 2022: Mamá no enRedes.
- 2015: La adopción. [8]
- 2009: 7 minutos , Directora y coguionista junto a Ángeles González-Sinde.[9]
- 2005: Semen, una historia de amor, directora y guionista junto a Inés París.[10]
- 2002: A mi madre le gustan las mujeres, directora y guionista junto a Inés París.[11]
- 2000: Sé quién eres, guionista.[12]
- 1999:Vamos a dejarlo, directora y guionista junto a Inés París.[13]
- 1997: A mí quién me manda meterme en esto, directora y guionista junto a Inés París.[14]

## Premios
- 2016: Mejor dirección  en el FIC-CAT, Festival Internacional de Cine en Catalán, por La adopción.
- 2015: Espiga de Oro 60.ª Semana de Cine de Valladolid, por La adopción.
- 2005: Binazga de Oro en el Festival de Málaga junto a Inés París, por Semen, una historia de amor.
- 2004: Binazga de Oro en el Festival de Málaga Mejor Película, por La mirada violeta.
- 2003: Premio del Público Festival de Cine Gay y Lésbico de Dublín junto a Inés París, por A mi madre le gustan las mujeres.
- 2002: Premio del Público Festival de Cine Latino de Miami junto a Inés París, por A mi madre le gustan las mujeres.
- 2002: Premio Mejor Guion Semana de Murcia de Cine Español junto a Inés París, por A mi madre le gustan las mujeres.
- 2002: Premio Mejor Película Festival de Cine Internacional Gay y Lésbico de Torino junto a Inés París, por A mi madre le gustan las mujeres.
- 2002: Premio Mejor Director Turia junto a Inés París, por A mi madre le gustan las mujeres.
- 2002: Premio Rosebud Mejor Película Festival de Cine Internacional Gay y Lésbico de Verzaubert junto a Inés París, por A mi madre le gustan las mujeres.
- 1998: Premio Mejor Cortometraje Festival de Cine de Comedia de Peñíscola junto a Inés París, por A mi quién me manda meterme en esto.[5]